# Kemal Mešić
Kemal Mešić (Rogatica, 4 agosto 1985) è un pesista e discobolo bosniaco.

## Palmarès
| Anno | Manifestazione          | Sede           | Evento         | Risultato | Prestazione | Note |
| ---- | ----------------------- | -------------- | -------------- | --------- | ----------- | ---- |
| 2009 | Giochi del Mediterraneo | Pescara        | Getto del peso | 9º        | 17,96 m     |      |
| 2009 | Universiadi             | Belgrado       | Getto del peso | 9º        | 18,37 m     |      |
| 2011 | Universiadi             | Shenzhen       | Getto del peso | 10º       | 18,66 m     |      |
| 2012 | Giochi olimpici         | Londra         | Getto del peso | 23º (q)   | 19,60 m     |      |
| 2013 | Europei indoor          | Göteborg       | Getto del peso | 9º (q)    | 19,71 m     |      |
| 2013 | Giochi del Mediterraneo | Mersin         | Getto del peso | 4º        | 19,60 m     |      |
| 2013 | Mondiali                | Mosca          | Getto del peso | 22º (q)   | 18,98 m     |      |
| 2014 | Mondiali indoor         | Sopot          | Getto del peso | 15º (q)   | 19,50 m     |      |
| 2014 | Europei                 | Zurigo         | Getto del peso | 22º (q)   | 18,81 m     |      |
| 2015 | Europei indoor          | Praga          | Getto del peso | 20º (q)   | 19,04 m     |      |
| 2016 | Europei                 | Amsterdam      | Getto del peso | nm (q)    | nm (q)      |      |
| 2016 | Giochi olimpici         | Rio de Janeiro | Getto del peso | 30º (q)   | 18,78 m     |      |
| 2018 | Europei                 | Berlino        | Getto del peso | 27º (q)   | 18,70 m     |      |
| 2019 | Mondiali                | Doha           | Getto del peso | 33º (q)   | 19,49 m     |      |

## Campionati nazionali
- 3 titoli nazionali nel getto del peso (2011, 2013/2014)
- 4 titoli nazionali nel lancio del disco (2006, 2008, 2011, 2014)
- 1 titolo nazionale invernale nel lancio del disco (2008)

## Altre competizioni internazionali
2006
- 4º in Coppa Europa (Second League) ( Novi Sad), lancio del disco - 52,61 m

2007
- 4º in Coppa Europa (Second League) ( Zenica), lancio del disco - 52,35 m

2008
- 19º in Coppa Europa invernale di lanci ( Spalato), lancio del disco - 55,17 m
- Bronzo in Coppa Europa (Second League) ( Banská Bystrica), getto del peso - 18,04 m
- 5º in Coppa Europa (Second League) ( Banská Bystrica), lancio del disco - 49,63 m

2009
- Argento agli Europei a squadre (Third League) ( Sarajevo), lancio del disco - 50,56 m

2011
- Oro agli Europei a squadre (Third League) ( Reykjavík), getto del peso - 19,25 m
- 4º agli Europei a squadre (Third League) ( Reykjavík), lancio del disco - 49,45 m

2014
- 7º in Coppa Europa invernale di lanci ( Leiria), getto del peso - 19,51 m
- Oro agli Europei a squadre (Third League) ( Tbilisi), getto del peso - 18,48 m
- 4º agli Europei a squadre (Third League) ( Tbilisi), lancio del disco - 51,90 m
- 7º all'Hanžeković Memorial ( Zagabria), getto del peso - 19,95 m